# 江阳化工
山西江阳化工有限公司，前身是始建于1954年的山西江阳化工厂(国营763厂)。位于山西省太原市尖草坪区向阳镇。隶属于中国兵器工业集团。